# Litchfield (Nou Hampshire)
Litchfield és una població dels Estats Units a l'estat de Nou Hampshire. Segons el cens del 2000 tenia 7.360 habitants.

## Demografia
Segons el cens del 2000, Litchfield tenia 7.360 habitants, 2.357 habitatges, i 2.031 famílies. La densitat de població era de 188,2 habitants per km².
Dels 2.357 habitatges en un 53,4% hi vivien nens de menys de 18 anys, en un 75,3% hi vivien parelles casades, en un 7,4% dones solteres, i en un 13,8% no eren unitats familiars. En el 9,5% dels habitatges hi vivien persones soles l'1,4% de les quals corresponia a persones de 65 anys o més que vivien soles. El nombre mitjà de persones vivint en cada habitatge era de 3,12 i el nombre mitjà de persones que vivien en cada família era de 3,35.
Per edats la població es repartia de la següent manera: un 33,4% tenia menys de 18 anys, un 5,4% entre 18 i 24, un 37,8% entre 25 i 44, un 19,9% de 45 a 60 i un 3,5% 65 anys o més.
L'edat mediana era de 33 anys. Per cada 100 dones de 18 o més anys hi havia 98,1 homes.
La renda mediana per habitatge era de 73.302$ i la renda mediana per família de 76.931$. Els homes tenien una renda mediana de 46.809$ mentre que les dones 33.488$. La renda per capita de la població era de 25.203$. Entorn del 2,2% de les famílies i el 2,1% de la població estaven per davall del llindar de pobresa.